# Parque nacional Karagöl-Sahara
El parque nacional Karagöl-Sahara es un parque nacional de Turquía situado en la provincia de Artvin.
La vegetación se encuentra clasificada dentro la zona de la Cólquida, perteneciente a la ecorregión eurosiberiana en transición a la Irano-Turánica. El parque, que incorpora en su interior el lago Karagöl, a 1550 m de altitud, presenta un alto número de endemismos animales y vegetales. La fauna del parque cuenta con especies como el perdigallo del Caspio (Tetraogallus caspius), la Vipera kaznakovi o el oso pardo  (Ursus arctos).